# وليم ريدلي ويلز
وليم ريدلي ويلز (بالإنجليزية: William Ridley Wills)‏ (4 مارس 1897 - 8 سبتمبر 1957)؛ شاعر وروائي أمريكي. درس في جامعة فاندربيلت.